# Canwest
Canwest Global Communications Corporation, que operaba bajo el nombre corporativo Canwest, fue un conglomerado de medios canadiense con sede en Winnipeg, Manitoba, con sede en Canwest Place. Poseía activos de radio, televisión y publicación en varios países, principalmente en Canadá.
Canwest ingresó en la protección por bancarrota a fines de 2009, lo que llevó a la venta de los activos de la empresa. La división de periódicos de Canwest se vendió a un grupo de acreedores liderado por el CEO de National Post, Paul Godfrey, a través de una compañía recién formada llamada Postmedia Network. La venta del brazo de radiodifusión de la empresa a Shaw Communications se cerró el 27 de octubre de 2010, después de que se anunciara la aprobación de la venta por parte de la CRTC el 22 de octubre; esos activos se conocían entonces colectivamente como Shaw Media. El 1 de abril de 2016, los activos de transmisión se incluyeron en Corus Entertainment, una empresa de transmisión existente también propiedad de la familia Shaw.
Tras la venta de activos, la empresa pasó a llamarse 2737469 Canada Inc., dejó de realizar actividades comerciales y comenzó un procedimiento de quiebra en virtud de la Ley de quiebras e insolvencia antes de disolverse finalmente el 27 de mayo de 2013.

## Activos de Canwest
A partir de abril de 2009 (antes de buscar la protección de los acreedores), Canwest poseía, en su totalidad o en parte, una variedad de activos de medios canadienses, que incluyen:
- Global, una red de televisión canadiense principal que llega a más del 94% de la población de habla inglesa de Canadá.
- E!, un sistema de televisión canadiense secundario ahora desaparecido constaba de cinco estaciones de mercado más pequeñas; sin embargo, a través de repetidores y televisión por cable, llega a la mayoría de los principales mercados canadienses. * E! Canada: El nombre fue autorizado por el canal estadounidense del mismo nombre, que también proporciona la mayor parte de su programación fuera de las noticias locales y la programación regional y los programas de horario estelar de las cadenas de transmisión estadounidenses.
- Servicios especializados que incluyen Showcase, Slice, HGTV, TVTropolis, Food Network, History y varios servicios digitales.
- Southam Inc. y sus antiguas propiedades, que incluían el periódico nacional número dos National Post, los diarios de gran formato en la mayoría de los principales mercados, varios otros periódicos más pequeños y el servicio de noticias Canwest News Service. Canwest era la editorial de periódicos más grande de Canadá;
- Activos de producción, distribución e Internet asociados con todas las propiedades de Canwest:

La empresa había vendido previamente algunos de los periódicos más pequeños que había adquirido en la compra de Southam. Canwest también poseía anteriormente operaciones de transmisión en Australia (como accionista mayoritario de Network Ten), Nueva Zelanda (a través de CanWest MediaWorks New Zealand), la República de Irlanda (como accionista minoritario de TV3) y Turquía (como propietario de cuatro estaciones de radio).

## Historia

### Fundación
En 1974, un grupo liderado por Israel Asper compró los activos de la estación de televisión KCND-TV de Pembina, Dakota del Norte, de la emisora Gordon McLendon , trasladando la estación a Winnipeg como estación independiente CKND-TV. Asper, a través de su empresa, Canwest, finalmente compró a sus socios en la estación de Winnipeg. Unos meses más tarde, el grupo Asper se unió a un consorcio que compró CKGN-TV, una red de seis transmisores de transmisión simultánea en Ontario que transmitía muchos de los programas de CKND y se conocía al aire como Global Television Network. Canwest compró una participación mayoritaria en Global, ahora usando el indicativo CIII-TV, en 1985, convirtiéndose así en el primer propietario occidental de una importante emisora canadiense. Adquirió las acciones restantes en 1989.
Posteriormente, Canwest invirtió o adquirió otras estaciones de televisión independientes en todo Canadá. Eventualmente, su grupo de estaciones se hizo conocido como el "Sistema Global Canwest". En 1997, Canwest compró una participación mayoritaria en CKMI-TV, la filial privada de CBC en la ciudad de Quebec. Canwest luego instaló retransmisores CKMI en Montreal y Sherbrooke. Con este movimiento, las estaciones de Canwest ahora tenían suficiente cobertura de Canadá que el 18 de agosto, el día en que CKMI se desafilió oficialmente de CBC, Canwest eliminó todas las marcas locales de sus estaciones y las rebautizó como "The Global Television Network", la tercera red de televisión de Canadá. A lo largo de la década de 1990, Global (y sus antecedentes) tenían los derechos canadienses para llegar a Estados Unidos como Friends y Frasier.
Canwest también compró activos de transmisión a nivel internacional, incluidos puntos de venta en Nueva Zelanda, la República de Irlanda y Australia, aunque finalmente se vendieron todos. En 1991, Canwest emitió con éxito una oferta pública inicial en la Bolsa de Valores de Toronto. En junio de 1996, Canwest cotizó en la Bolsa de Valores de Nueva York.

### Más allá de la radiodifusión y los periódicos
Al carecer de presencia en Alberta, la compañía fijó su mirada en Western International Communications, propietaria de tres estaciones independientes en esa provincia que transmitían programación global. Eventualmente compró los activos de transmisión de esa compañía en 2000. Esto no solo impulsó la cobertura de Global en el oeste de Canadá, sino que impulsó el establecimiento de un segundo servicio por aire, originalmente conocido como CH, ya que en algunas áreas la compañía combinada había duplicado la cobertura por aire. Cobertura aérea a través de múltiples estaciones. Más tarde ese año, Canwest anunció la adquisición de la cadena de periódicos Southam de Conrad Black  con el fin de seguir una estrategia de convergencia de medios.
Canwest inicialmente tardó en invertir en canales especializados debido a la solidez de su red terrestre. En 1999, buscando cambiar esto, la compañía anunció un trato para comprar los socios canadienses de NetStar Communications, propietario de TSN, pero fue bloqueada por el socio estadounidense ESPN, que tenía poder de veto sobre tal venta. En cambio, ESPN llegó a un acuerdo con el principal rival de Canwest, CTV, un socio comercial desde hace mucho tiempo de la empresa matriz de ESPN, Disney, como un comprador aceptable, que los socios vendedores finalmente aceptaron.
En 2005, CanWest lanzó un nuevo sitio web canada.com, que era una plataforma de medios digitales para sus marcas transformadas digitalmente. Estos incluían muchos medios de comunicación locales y "periódicos" más grandes, así como otras marcas de medios. Las marcas estaban representadas en "canada.com Network" e incluían (tomado del pie de página del sitio web): Periódicos: National Post, Calgary Herald, Edmonton Journal, The Montreal Gazette, Ottawa Citizen, Regina Leader Post, The Saskatoon Star Phoenix, The Vancouver Sun, The Vancouver Province, Victoria Times Colonist, The Windsor Star, Dose, Vancouver Island Newspaper, VANNEET Newspaper; Televisión: Global, CH, Prime TV, Fox Sports World Canada, Lonestar, Mystery, Xtreme Sports, Deje View, mentv, Cool TV; Radio: CoolFM 99.1, 91.5 The Beat; Marketplace: working.com, driving.ca, conectando, celebrando, recordando, hogares. La experiencia del sitio web se centró en noticias, guías de ciudades, actividades y eventos para aprovechar los ingresos publicitarios. El sitio fue diseñado por Cossette/Fjord de Toronto, Canadá en 2005.
En octubre de 2005, los periódicos canadienses de CanWest se vendieron a un fideicomiso de OPI. Vendió el 25,8% de los periódicos de Canadá por $550 millones canadienses. Adjunto a la salida a bolsa del periódico canadiense había $850 millones en deuda a largo plazo. CanWest recompró el 25,8% de la oferta pública inicial de Newspaper Trust (y la deuda) en noviembre de 2008, por una contraprestación en efectivo de $495 millones. En abril de 2006, Canwest adquirió cuatro estaciones de radio en Turquía: Super FM, Metro FM, Joy FM y Joy Turk FM del Fondo de Seguro de Depósitos y Ahorros de Turquía por una suma en efectivo de US$61 millones.
La compañía ya era uno de los mayores propietarios de estaciones de televisión locales canadienses, cuando Canwest y Goldman Sachs anunciaron en 2007 que adquirirían conjuntamente el productor canadiense y la emisora competidora Alliance Atlantis y su enorme establo de canales especializados de amplia distribución. Según el acuerdo, Canwest tomó el control de la parte de transmisión de AAC, aunque Goldman Sachs siguió siendo un inversor importante en esos activos. Goldman retuvo o revendió las piezas restantes de AAC, el brazo de distribución pronto resurgió como Alliance Films.
Los ejecutivos de Canwest testificaron en las audiencias de la Comisión Canadiense de Radio, Televisión y Telecomunicaciones sobre la tarifa por transporte, solicitando que la comisión obligue a las compañías de cable y satélite a pagar por sus señales sin pasar las tarifas a sus suscriptores. En su testimonio, el presidente de Canwest, Leonard Asper, culpó a las reglas actuales por la mala situación financiera de las estaciones de televisión de Canadá, una posición que posteriormente fue adoptada y abordada mediante cambios en las reglas por parte de la CRTC y la FCC.

### Reestructuración y protección de acreedores
Las diversas adquisiciones de Canwest tuvieron un costo financiero significativo. Ya en 2002, la mayor parte de los ingresos operativos de Canwest iban a pagar intereses sobre su deuda con tasas de interés altas. En 2007, los bonos de la empresa se degradaron a la categoría de basura. A principios de 2009, quedó claro que la deuda de la empresa no era manejable a la luz de la crisis económica mundial, lo que obligó a Canwest a entablar una serie prolongada de negociaciones con sus prestamistas y una serie de medidas para reducir costos. Los estados de resultados de la empresa reportaron pérdidas netas en 2008 y 2009, a pesar de que sus actividades operativas fueron rentables (antes de impuestos, intereses y cargos no operativos: $197 millones en 2009, frente a $428 millones en 2008).
En mayo de 2009, Canwest vendió cuatro estaciones de radio en Turquía a Spectrum Medya.
El 31 de agosto de 2009, Canwest cerró su sistema secundario E! (el antiguo CH). Tres de los ex E! Las estaciones propias y operadas (CHCH Hamilton, CHEK Victoria y CJNT Montreal) se vendieron a terceros, mientras que una cuarta, CHBC Kelowna, se convirtió en una estación Global. La estación restante, CHCA Red Deer, fue cerrada a partir de la misma fecha.
El 24 de septiembre, la empresa anunció que vendería su participación del 50,1% en Ten Network Holdings por $680 millones australianos, para pagar su importante deuda. La venta de las operaciones de medios australianas de CanWest redujo unos $582 millones canadienses en la deuda vinculada a la cadena de televisión australiana, elevando el valor total que Canwest puede borrar de su deuda total a más de $1.200 millones canadienses. Antes del acuerdo con Ten, Canwest tenía alrededor de $3.800 millones canadienses de deuda en su balance. En documentos judiciales, Goldman Sachs alega cambios "fraudulentos" y "abusivos" en el funcionamiento interno de Canwest en los días previos a que solicitara la protección de los acreedores. Como parte de la presentación, el banco de inversión de Wall Street busca deshacer estos cambios y también ha afirmado que los acreedores de CanWest deberían devolver los $426 millones canadienses que recibieron del balance de Canwest en septiembre, después de que CanWest vendiera su participación en Ten.
El 6 de octubre, la empresa se acogió voluntariamente a la protección de los acreedores en el marco de la CCAA, debido a la creciente deuda de $4.000 millones canadienses en activos de radiodifusión, televisión y publicación en varios países. Al mismo tiempo, anunció que había acordado una transacción de recapitalización con algunos de sus prestamistas, que probablemente requerirá la aprobación de la Comisión Canadiense de Radio, Televisión y Telecomunicaciones (CRTC). Cuando se complete, los tenedores de bonos, encabezados por los fondos de cobertura West Face Capital, GoldenTree Asset Management y Beach Point Capital Management poseerá la mayoría de las acciones, dejando a los accionistas existentes, incluida la familia Asper, con un total del 2,3% del "nuevo" Canwest. Sin embargo, se espera que los Aspers inviertan otros $15 millones canadienses en la entidad reestructurada.
En enero de 2010, los bonos de CanWest estaban a unos 70 centavos por dólar. Los bonos de CanWest en un momento se negociaron por tan solo 15, centavos por dólar. Varias fuentes dicen que a medida que las notas de CanWest aumentaron cinco veces su precio, los fondos de deuda en dificultades tomaron ganancias en parte de su posición, con Angelo Gordon entre los compradores.
El 3 de febrero de 2010, se informó que un grupo liderado por Golden Tree Asset Management LP se quejó de que "fue injustamente excluido de la subasta de Canwest Limited Partnership".
Como parte de la transacción, Canwest y algunas de sus subsidiarias, incluidas Canwest Media Inc., The National Post Company y Canwest Television LP (el licenciatario de Global, MovieTime, DejaView y Fox Sports World Canada) solicitaron la protección de los acreedores en virtud de la Ley de Convenios de Acreedores de Empresas. Canwest Limited Partnership, una subsidiaria propietaria de otros activos de periódicos y propiedades en línea de la compañía, está negociando por separado con los acreedores y se espera que solicite la protección de los acreedores en una fecha posterior. Canales especializados operados en asociación con otras compañías (como TVtropolis, Mystery TV, MenTV, y las antiguas propiedades de Alliance Atlantis) tampoco están incluidas en la presente presentación. Las acciones de Canwest también fueron suspendidas de cotización en la TSX.
Canwest dijo que no se liquidaría en este momento, y la compañía insistió en que los procedimientos convertirían a Canwest en "un competidor más fuerte en la industria con una perspectiva financiera renovada". Sin embargo, algunos analistas esperaban que el conglomerado vendiera activos o se disolviera por completo a medida que continúa el proceso de reestructuración, y señalaron que la división editorial tiene un conjunto separado de prestamistas. Al final resultó que, de hecho, la empresa se disolvería.

### Venta de activos a Shaw y Postmedia
En febrero de 2010, la compañía anunció un acuerdo con Shaw Communications mediante el cual esta última compraría una participación con derecho a voto del 80% y una participación accionaria del 20% en la entidad reestructurada, pendiente de las aprobaciones de la Comisión Canadiense de Radio, Televisión y Telecomunicaciones (CRTC) y otros. Los periódicos de la empresa no formaban parte del acuerdo de Shaw y ya se vendieron por separado a Postmedia Network. Sin embargo, la familia Asper con Goldman y Catalyst hicieron su propia oferta para retomar Canwest con una oferta de $120 millones en competencia con la oferta propuesta por Shaw Communications. El 25 de febrero de 2010, se anunció que Shaw Communications había ganado una batalla judicial para continuar con sus planes de comprar activos y acciones con derecho a voto de Canwest. Tras el anuncio, Shaw reveló que su inversión ascendía a un mínimo de $95 millones a cambio del 20% del capital y una participación con derecho a voto del 80% en la empresa reestructurada.
Aunque Goldman, Catalyst y Aspers continuaron trabajando en su propia oferta después del acuerdo de Shaw, Shaw anunció un acuerdo revisado, luego de una mediación ordenada por la corte, en virtud del cual compraría la totalidad de las operaciones de transmisión de Canwest, incluida la parte propiedad de Goldman. Este acuerdo se modificó posteriormente luego de una segunda mediación ordenada por un tribunal para incluir un acuerdo de conciliación entre Shaw, los acreedores y el Comité Ad Hoc Oficial de Accionistas, dirigido por Aspers, Blott Asset Management, LLC y otros dos fondos de cobertura. Esto marcó la primera campaña exitosa del comité de equidad en Canadá bajo CCAA. Un acuerdo modificado, incluido el Acuerdo de conciliación, recibió la aprobación del Tribunal Superior de Ontario el 23 de junio de 2010, la Oficina de Competencia el 13 de agosto de 2010,  y recibió la aprobación final de la CRTC el 22 de octubre de 2010, y Canwest se eliminó de la TSX y cesó oficialmente sus operaciones ese mismo mes. El cierre final ocurriría oficialmente en octubre de 2011 siguiendo la Orden de Transición CMI oficial. Mientras tanto, Shaw Communications reorganizó Canwest en Shaw Media.
El 9 de enero de 2013, Alliance Films fue adquirida por Entertainment One.
Después de que concluyó el procedimiento de quiebra, Canwest, en ese momento conocida como 2737469 Canada, Inc., finalmente se disolvió el 27 de mayo de 2013.
En abril de 2016, los activos de Shaw Media fueron subsumidos por la compañía hermana de Shaw, Corus Entertainment.

## Gobierno corporativo

### Junta directiva
Los últimos miembros de la junta directiva de la compañía fueron Derek Burney, David Drybrough, David Kerr, Leonard Asper, Izzy Asper, Lisa Pankratz, Frank McKenna, David Asper y Gail Asper. Gail Asper, David Asper y Lisa Panktratz renunciaron a la junta y a todos los demás cargos de director y funcionario dentro de Canwest y sus subsidiarias, el 10 de febrero de 2010.